# Professor Jubilut
Paulo Roberto Jubilut (Santos, 11 de maio de 1980), conhecido como Professor Jubilut, é um youtuber, educador, palestrante, empresário e autor do canal Paulo Jubilut, anteriormente chamado de Biologia Total, reconhecido como um dos maiores canais de ensino de biologia no YouTube brasileiro, com 3 milhões de inscritos.

## Formação e carreira
Graduado em Ciências Biológicas pela Universidade Federal de Santa Catarina (UFSC) e mestre em Ciência e Tecnologia Ambiental pela Universidade do Vale do Itajaí (UNIVALI), Jubilut era professor de curso pré-vestibular em Curitiba até que, em 2011, foi demitido após um desentendimento. Tal fato o motivou a iniciar a publicação de conteúdo educacional no YouTube no mesmo ano, tornando-se um dos professores pioneiros do segmento no Brasil. Com a alta de visualizações, decidiu oficialmente investir em seu trabalho como "edutuber" e em 2013 abriu a escola on-line Biologia Total, com sede em Florianópolis. 
Em 2018, foi citado pela Revista Galileu como um dos principais youtubers brasileiros a democratizarem o acesso à educação e, em 2019, contribuiu para o record da "maior aula de Biologia já realizada no mundo", lecionando ao vivo para mais de 5 019 discentes.